# Nikolaï Karazine

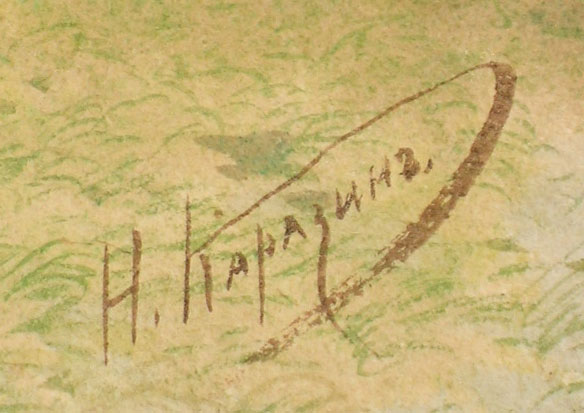
Signature de Karazine

Nikolaï Nikolaïevitch Karazine (Никола́й Никола́евич Кара́зин ; les ouvrages en français autrefois usaient de la translittération « Nicolas Karazine »,), né le 9 décembre 1842 au domaine familial de Novo-Borissoglebskaïa, dans le gouvernement de Kharkov, et mort le 19 décembre 1908 (1er janvier 1909) à Gatchina, est un homme de lettres et peintre russe, spécialisé dans les scènes de batailles, qui participa aux campagnes d'Asie centrale de l'Empire russe.

## Biographie
Karazine est issu d'une famille de la petite noblesse terrienne extrêmement cultivée : il est le petit-fils du fondateur de l'université de Kharkov, Vassili Karazine, et du côté maternel d'un historien fort connu à son époque et auteur des Actes de Pierre le Grand («Деяния Петра Великого»), Ivan Golikov. Il est éduqué jusqu'à l'âge de dix ans au domaine familial de sa grand-mère paternelle, Alexandra Vassilievna Karazina, qui se trouve dans la campagne près de Moscou, à côté du village d'Anachkino, puis il poursuit ses études secondaires au prestigieux deuxième corps de cadets de Moscou, dont la discipline est très rigoureuse. Ensuite, Karazine devient officier au régiment de dragons de Kazan. C'est au sein de ce régiment que Karazine participe à la pacification de l'insurrection polonaise de 1863 et reçoit l'ordre de Sainte-Anne de quatrième classe avec mention « pour bravoure ».
Karazine ressent depuis son enfance une forte attirance pour la peinture, aussi démissionne-t-il de l'armée en 1865 avec le rang de lieutenant-capitaine, pour entrer à l'académie impériale des beaux-arts, où il travaille notamment à l'atelier du fameux batailliste Bogdan Willewalde pendant deux ans. Il quitte l'académie en 1867 pour prendre part à la campagne de Boukhara. Il combat au 5e bataillon de ligne du Turkestan à la tête d'une compagnie qui se distingue dans des affrontements près de l'aoul d'Oukhoum et l'aoul de Khayat, ainsi que sur les hauteurs de Samarcande à la bataille de Tchapan d'Atine ; Karazine se distingue aussi à Ourgout et à la bataille de Kara-Tübé, grâce auxquelles il obtient l'ordre de Saint-Vladimir de 4e classe avec épées et ruban et le rang de capitaine, avec une prime. C'est surtout à la bataille des hauteurs de Zeraboulak (le 2 juin) qu'il fait preuve de grand courage à la tête de son demi-bataillon, sous les ordres du général Abramov, et qu'il résiste aux attaques boukhariotes avant de les neutraliser. Pendant ces combats extrêmement violents, Karazine doit faire usage de son sabre dans des corps à corps rapides et meurtriers, à tel point que son sabre arrive à se briser. Lorsque le général von Kaufmann s'aperçoit que Karazine n'a en main que la poignée de son sabre, il lui lance : « vous avez brisé votre arme ; eh bien je vous en ferai parvenir une autre ». Le lendemain, le capitaine Karazine reçoit une épée d'or avec mention « pour bravoure ». En 1870, Karazine est transféré au 4e bataillon de ligne du Turkestan, puis démissionne la même année avec le rang de capitaine et le droit de continuer à porter l'uniforme. Dès lors, il commence une carrière littéraire et artistique à laquelle il consacre toute sa vie.

## Carrière de peintre et d'illustrateur

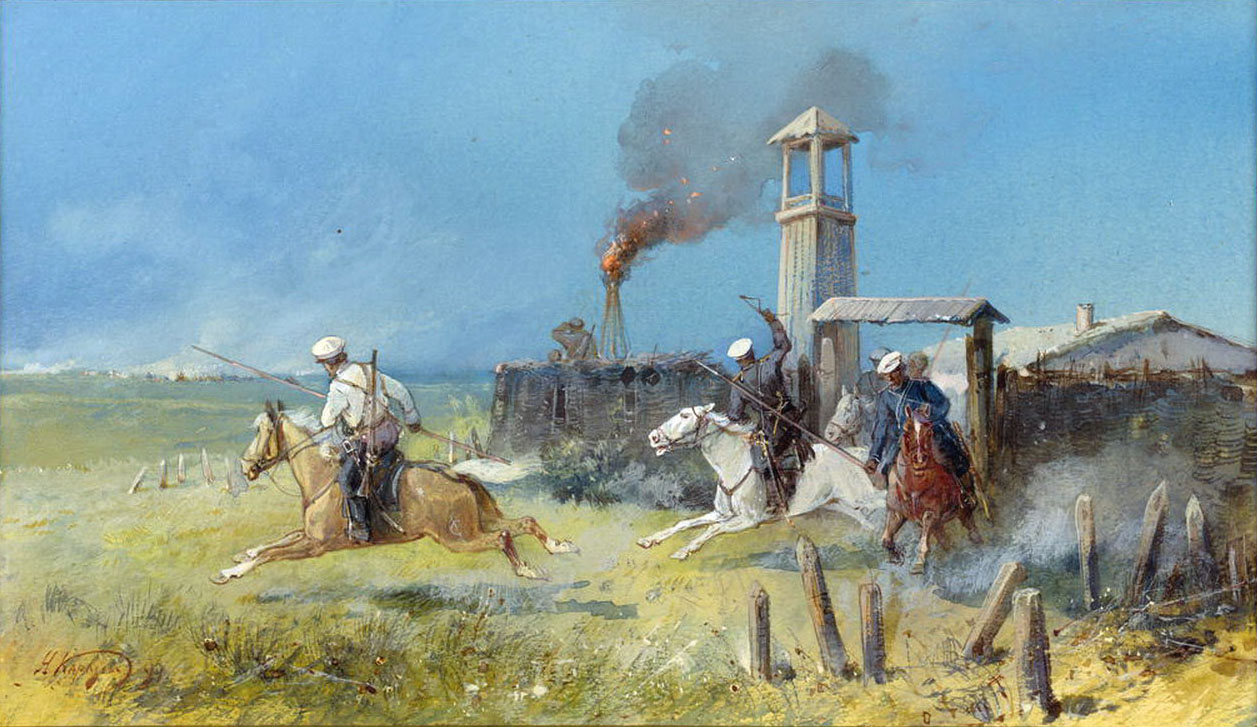
La Sortie des Russes de la redoute du village cosaque d'Ouzoun-Agatch au cours d'une attaque de soldats du Kokand (1891).

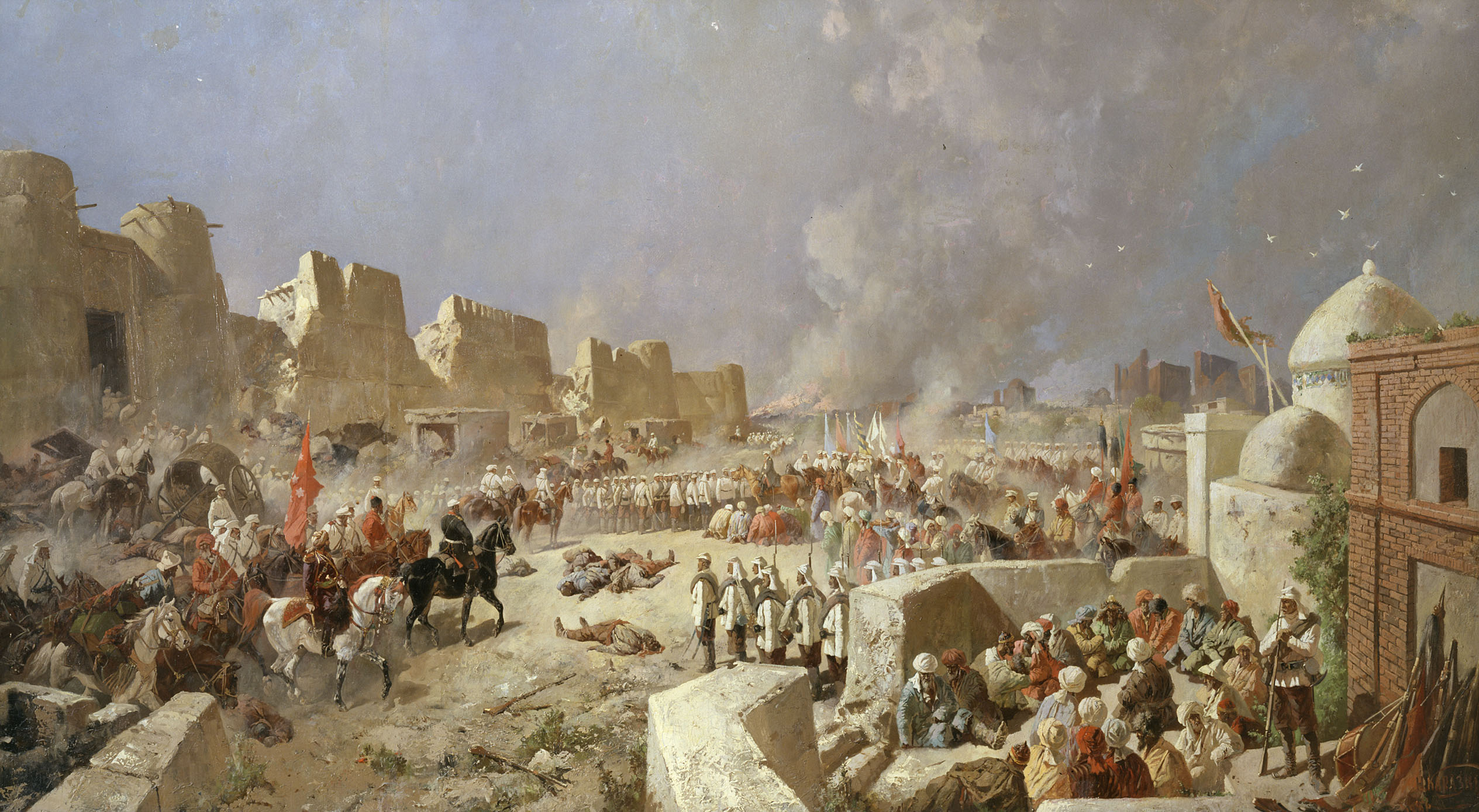
La Conquête russe de Samarcande, le 8 juin 1868 (Musée Russe)

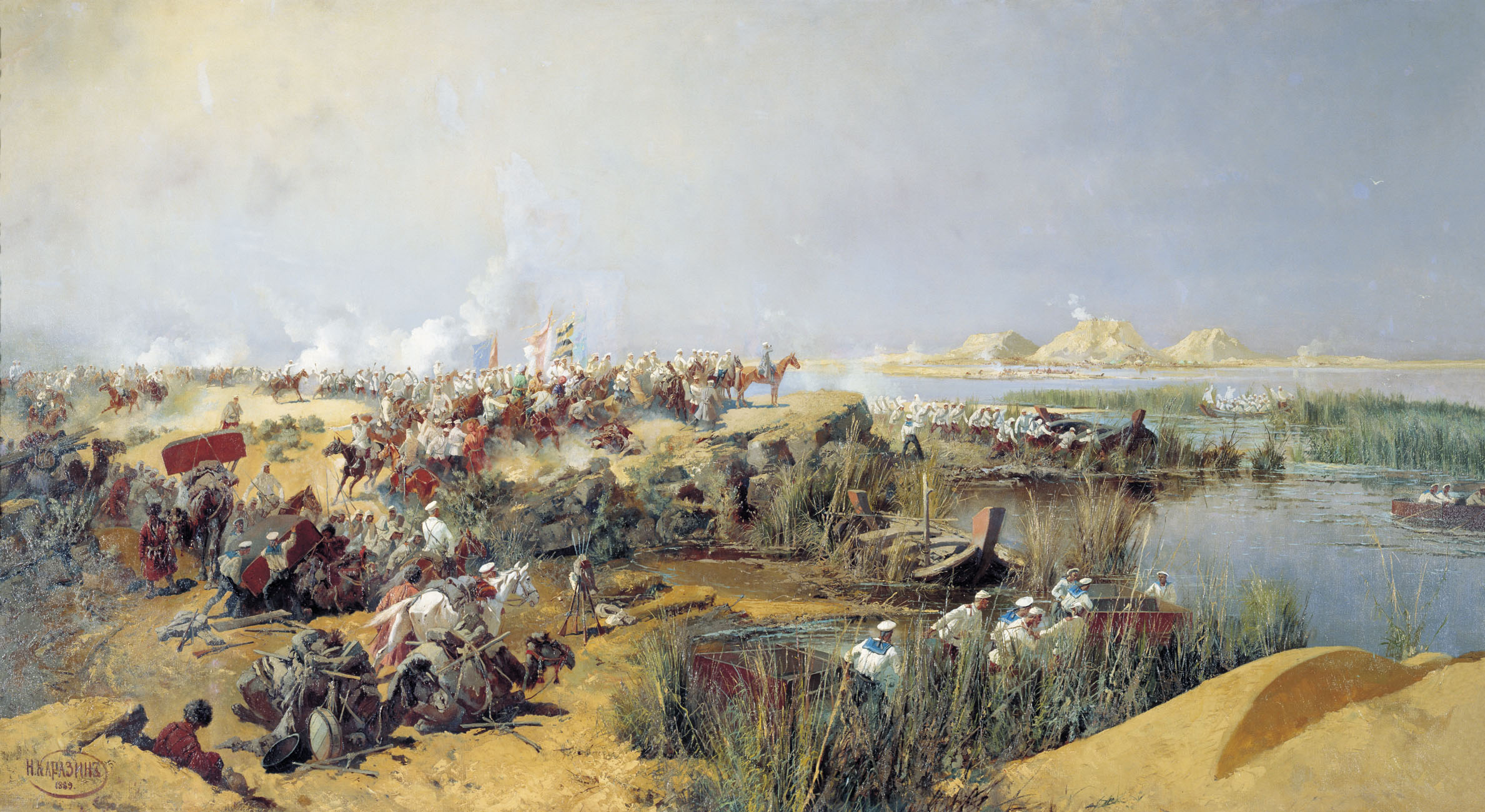
La Traversée du régiment du Turkestan dans les terres de Cheikh-aryk (Musée Russe)

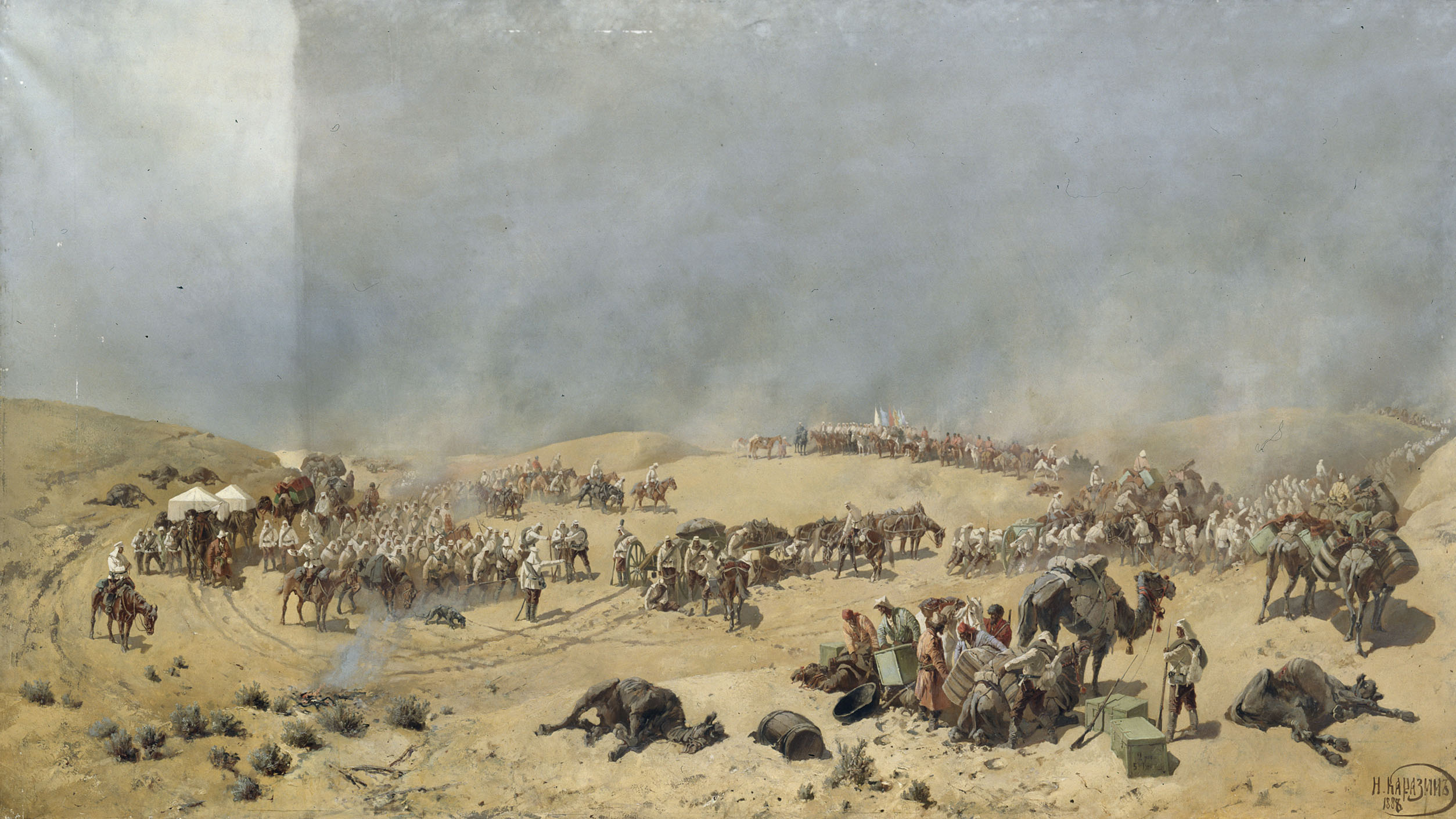
La Traversée du désert d'Adam-Kryglan, pendant la campagne de Khiva de 1873, HST, 179 cm x 321 cm (1888, Musée Russe)

Karazine est d'emblée frappé par la singularité des paysages du Turkestan (l'on dirait Asie centrale aujourd'hui), totalement nouveaux pour lui, et s'efforce minutieusement d'en rendre la beauté. Il fait de même pour les personnages typés de ces contrées et notamment des nomades. Ces campagnes militaires lui donne la possibilité d'étudier de près la condition du soldat russe. Il fait la connaissance au Turkestan du peintre Verechtchaguine.
Les premiers dessins de Karazine à paraître dans la presse le sont dans l'Illustration universelle («Всемирная Иллюстрация», Vsemirnaïa Illioustratsia) en 1871, puis dans Niva. Il est le premier en Russie à illustrer des cartes postales, éditées par la Société Sainte-Catherine. En 1874 et 1879, la Société géographique russe commande à Karazine en tant que grand connaisseur du Turkestan d'effectuer des expéditions scientifiques, afin d'étudier le bassin de l'Amou-Daria. Grâce aux dessins qu'il rapporte de ces expéditions et qui sont publiés dans la presse, Karazine reçoit les plus hautes récompenses aux expositions géographiques de Paris et de Londres et il est fait membre de la Société géographique russe.
Pendant la guerre de libération de la Serbie de 1876-1877 et la guerre russo-turque de 1877-1878, Karazine est envoyé spécial, illustrateur et correspondant de guerre de divers organes de presse. Son pinceau, son crayon et ses aquarelles « sur le vif » donnent une image vivante des campagnes et de la vie militaire des troupes russes sur le théâtre d'opérations des Balkans. Ses illustrations sont alors non seulement publiées par la presse russe, mais paraissent aussi dans certains titres les plus connus de la presse étrangère, donnant à Karazine une grande notoriété. Dans les années 1880, il est envoyé au Turkestan russe faire des esquisses pour une commande d'État de plusieurs tableaux dépeignant les hauts faits de la campagne du Turkestan : c'est-à-dire les batailles contre le khanat de Boukhara, ou bien celles se passant autour de Khiva. Karazine effectue à la suite de ce nouveau voyage sept grands tableaux de scènes de bataille intitulés :
- La Prise de Tachkent ;
- La Conquête de Samarcande par les troupes russes, le 8 juin 1868; (au musée Russe) ;
- La Prise de Makhram ;
- La Campagne de Khiva en 1873. Passage du régiment du Turkestan à travers le désert de la Mort d'Adam Kryglan (musée Russe) ;
- Première apparition des soldats russes au bord de l'Amou-Daria. Traversée du régiment du Turkestan dans les terres de Cheik-aryk ;
- Zeraboulak ;
- L'Expédition de Teka en 1881. Le combat de Guéok-Tépé (musée Russe).

Karazine en fait n'aimait pas peindre de grandes scènes de bataille, car il était nerveux, constamment agité de toute sorte d'affaires et ne tenait pas en place lorsqu'il s'agissait de travailler minutieusement pendant des heures à ces immenses tableaux à l'huile.
Karazine est également le premier aquarelliste et illustrateur à jouir d'une grande renommée en Russie. Il est étonnamment prolifique dans ce domaine et il bénéficie d'un grand talent imaginatif, d'une spontanéité singulière et exécute facilement ses commandes avec rapidité. Son domaine de prédilection est évidemment la description des marches orientales de l'Empire russe. La nature de l'Asie centrale et les types asiatiques et orientaux demeurent les sujets principaux de sa production artistique qu'il interprète avec un goût certain, mais il illustre aussi d'autres ouvrages, comme Les Scènes de la vie sibérienne d'Eugène Gothi dans les années 1890. Il s'affirme aussi dans ses aquarelles au style bien particulier. Les œuvres de Karazine sont singulières car il possède un style bien à lui : des effets de couleur très forts, des contrastes très affirmés, parfois une touche de désolation, des compositions grandioses et splendides, et une imagination sans fin. Il excelle dans la peinture des chevaux, étant ainsi le seul à égaler Swertschkoff.
En 1885-1886, il effectue un long voyage aux Indes ; plus tard, il voyage en Égypte, en Allemagne, en Italie et en Suisse, etc. Il illustre un ouvrage in-4° du prince Oukhtomsky, Voyage en Orient avec S. A. I. le Césaréwitsch (1890-1891) (traduit en français par Louis Léger), publié en 1898, qui relate du voyage en Orient et en Extrême-Orient (Chine et Japon) du tsarévitch Nicolas, futur Nicolas II, et qui connaît un grand succès, tant en Russie qu'en France.
En 1902, il participe à un projet pour le trajet du métro de Moscou, mais il n'est heureusement pas retenu, car il prévoyait par exemple une ligne aérienne en plein milieu de la place Rouge.
En 1907, Karazine est élu membre de l'Académie impériale des beaux-arts. Karazine s'est fait un nom en Europe et en France en particulier (qui était alors alliée de la Russie), son nom est souvent évoqué dans la presse de l'époque dont l'Illustration.

## Carrière littéraire

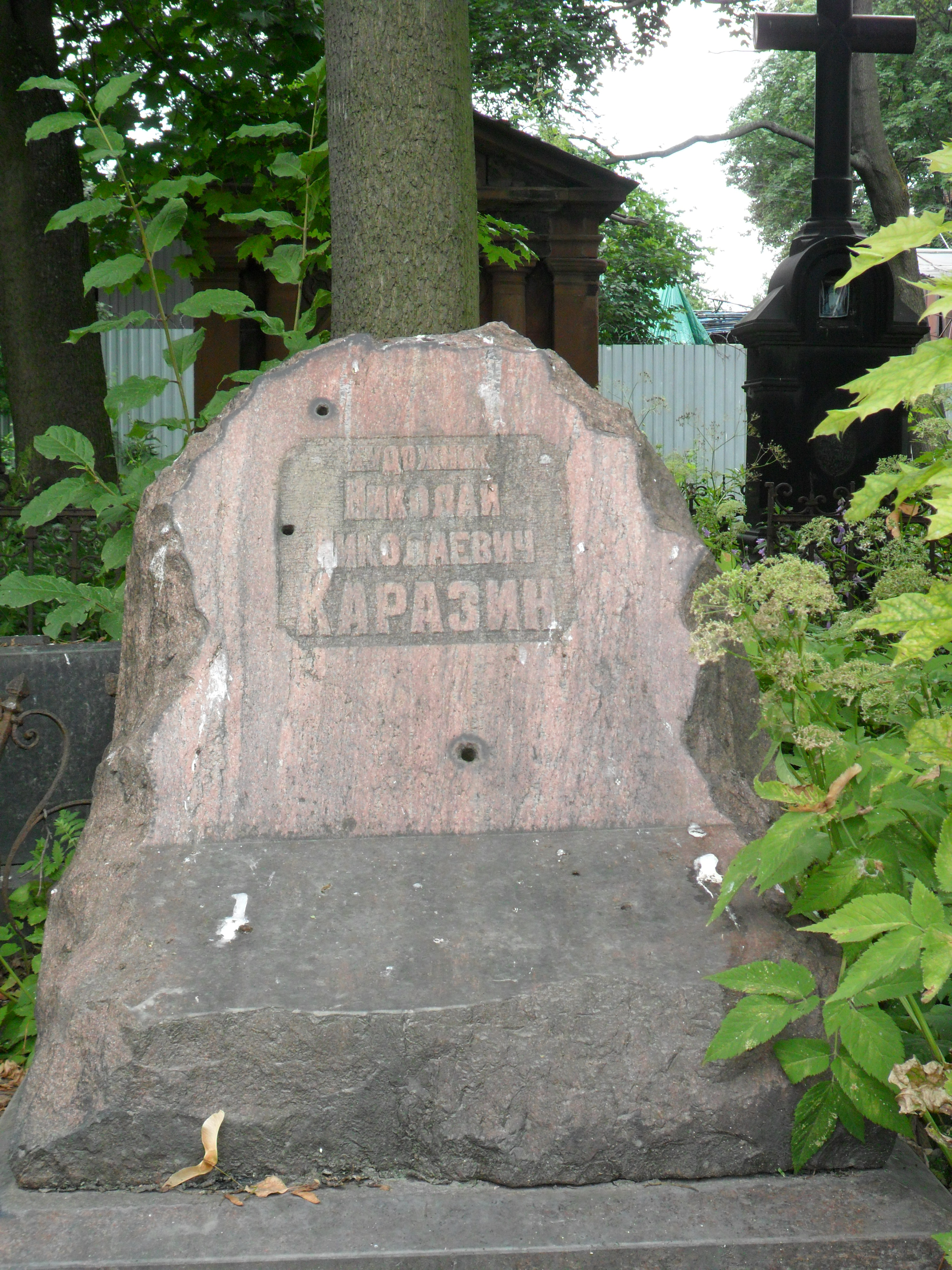
Tombe de Karazine au cimetière Saint-Nicolas de Saint-Pétersbourg.

L'œuvre littéraire de Karazine consiste en vingt-cinq tomes, dont une grande partie est issue de parutions dans le journal Affaire («Дело», Delo) pendant les années 1880. Ses récits les plus connus qui sont considérés comme les meilleurs sont : Vers des périphéries lointaines («На далеких окраинах», Na daliokhikh okraïnakh) ; À la recherche du profit («Погоня за наживой», Pogonia za najivoï) ; Le Loup à deux pattes («Двуногий волк», Dvounogoï volk) ; Dans les roseaux («В камышах», V Kamichakh), etc. Une grande place est donnée dans ces récits à la conquête du Turkestan russe. L'un des romans les plus importants de Karazine, intitulé Dans la fumée de la poudre (« В пороховом дыму », V porokhomom dymou), est consacré à la libération de la Serbie du joug ottoman grâce à l'armée russe. C'est sous la rédaction de Karazine et avec ses illustrations que paraissent deux éditions de Chancler de Jules Verne (1875 et 1876) ; il illustre des ouvrages de Gogol, Grigorovitch, Dostoïevski, Nekrassov, Pouchkine, Tolstoï, Tourgueniev, et de beaucoup d'autres encore. Piotr Soïkine fait paraître en 1904-1905 les œuvres complètes de Karazine.
Karazine n'a jamais rompu les liens avec le milieu militaire, et s'est toujours souvenu avec amour de ses combats et de sa vie pendant les campagnes d'Asie centrale. Bien qu'il ne portât pas l'uniforme, il gardait toujours en public les boutonnières de ses décorations militaires. Son ouvrage traduit en français par Tatiana Lvoff, Le Pays où l'on se battra. Voyages dans l'Asie centrale, paraît en 1879 à Paris chez l'éditeur Dreyfous, tandis que celui intitulé Scènes de la vie terrible dans l'Asie centrale paraît chez le même éditeur en 1880.
Les romans d'aventure de Karazine mettent souvent en scène des adolescents et sont donc lus à son époque par des générations entières de la jeunesse russe. Il écrivit trois romans pour les enfants, délicieusement illustrés par lui et soigneusement édités. L'un de ces livres suscite toujours l'intérêt de la jeunesse russophone, Andron Golovan, décrivant la vie de la taïga sibérienne. Son grand récit, Du nord au sud («С севера на юг», S severa na ioug), qui est une description claire de la nature par la migration des grues sauvages des marais d'Ostachkov jusqu'au Nil supérieur, a remporté un grand succès. Sa traduction en français parue en 1890 était toujours lue au début du XXe siècle par les enfants francophones et donnée aux distributions des prix, sous le titre Du Volga au Nil dans les airs. Souvenir d'un échassier,.
Il meurt le 19 décembre 1908 (1er janvier 1909) à Gatchina. Il est enterré au cimetière Saint-Nicolas du monastère Saint-Alexandre-Nevski de Saint-Pétersbourg.

## Illustrations

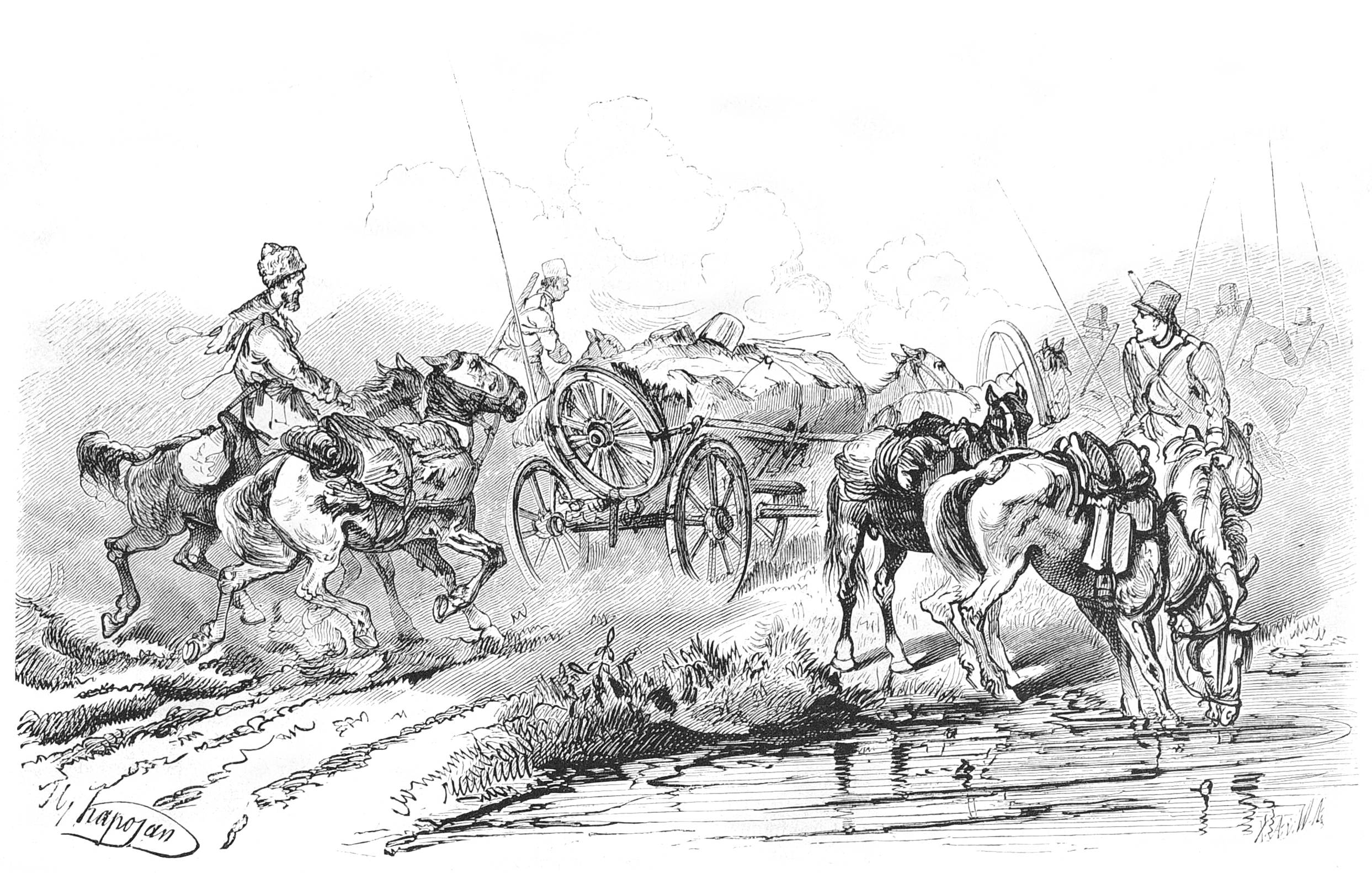
Illustration parue dans Die Gartenlaube (1877)
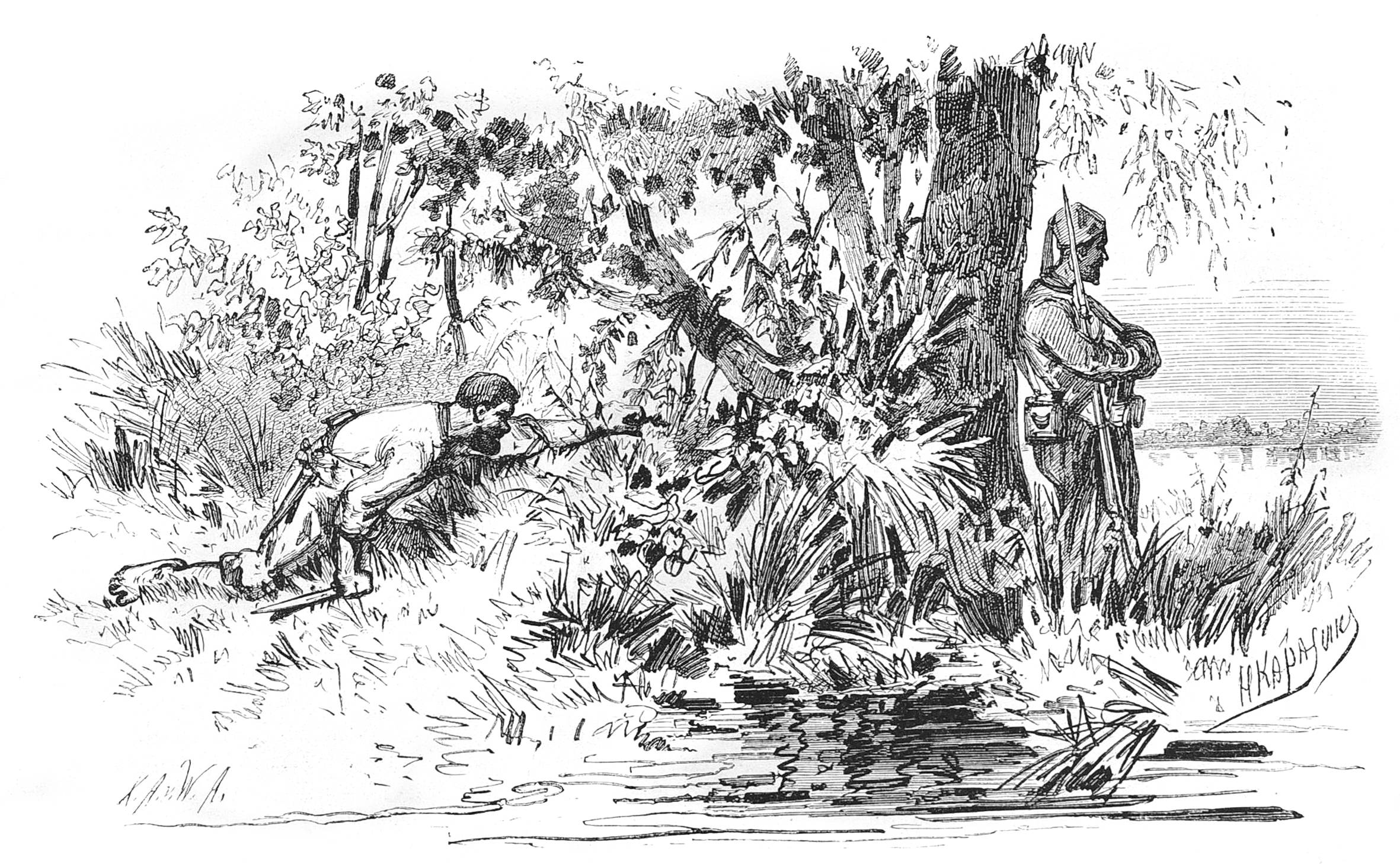
Illustration parue dans Die Gartenlaube (1877)
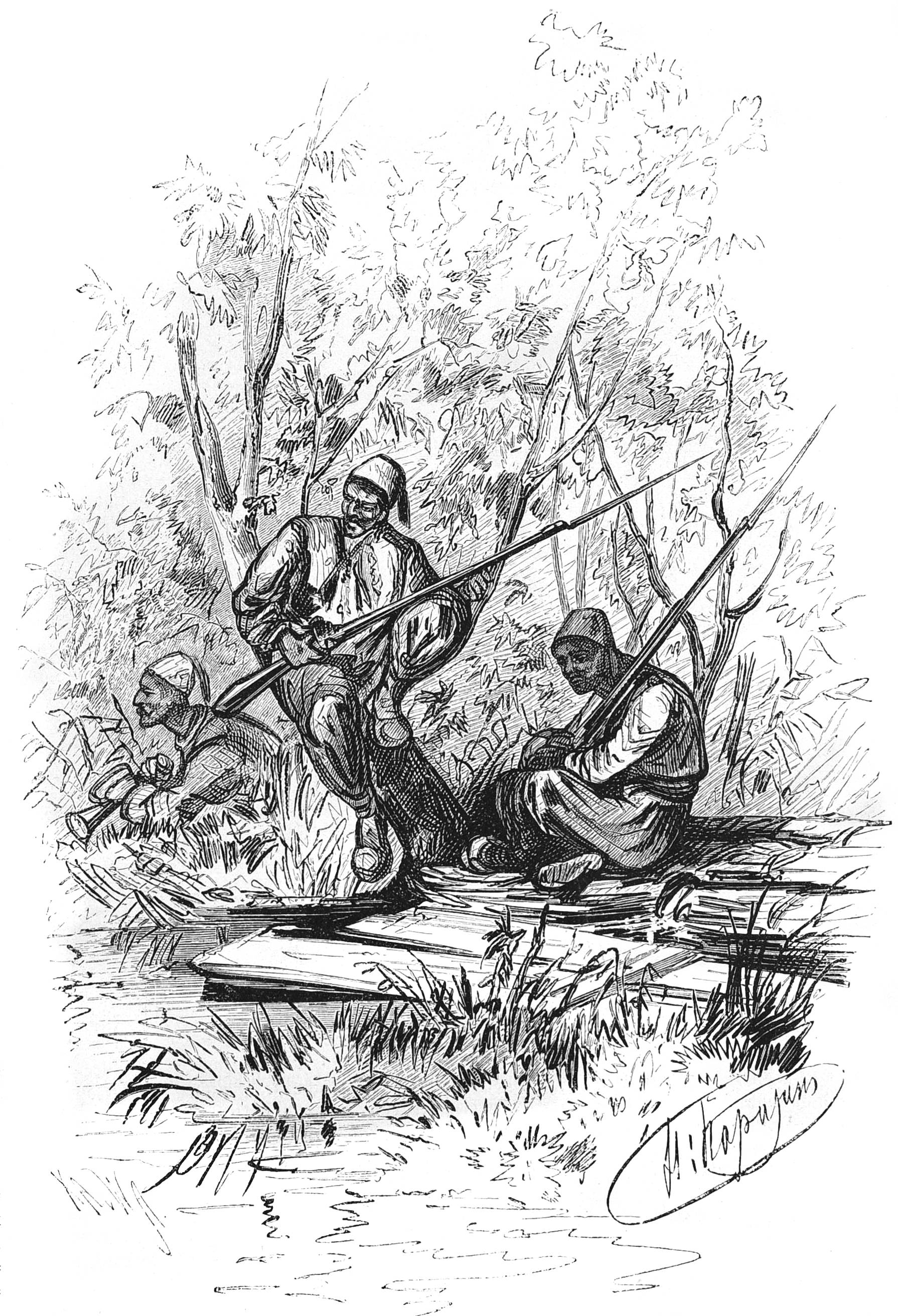
Illustration parue dans Die Gartenlaube (1877)
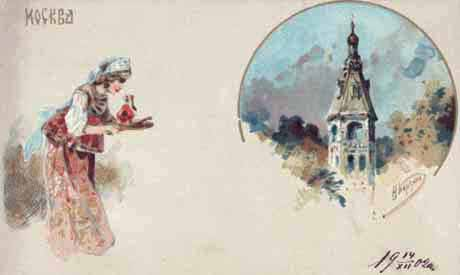
Carte postale de 1902, intitulée Moscou
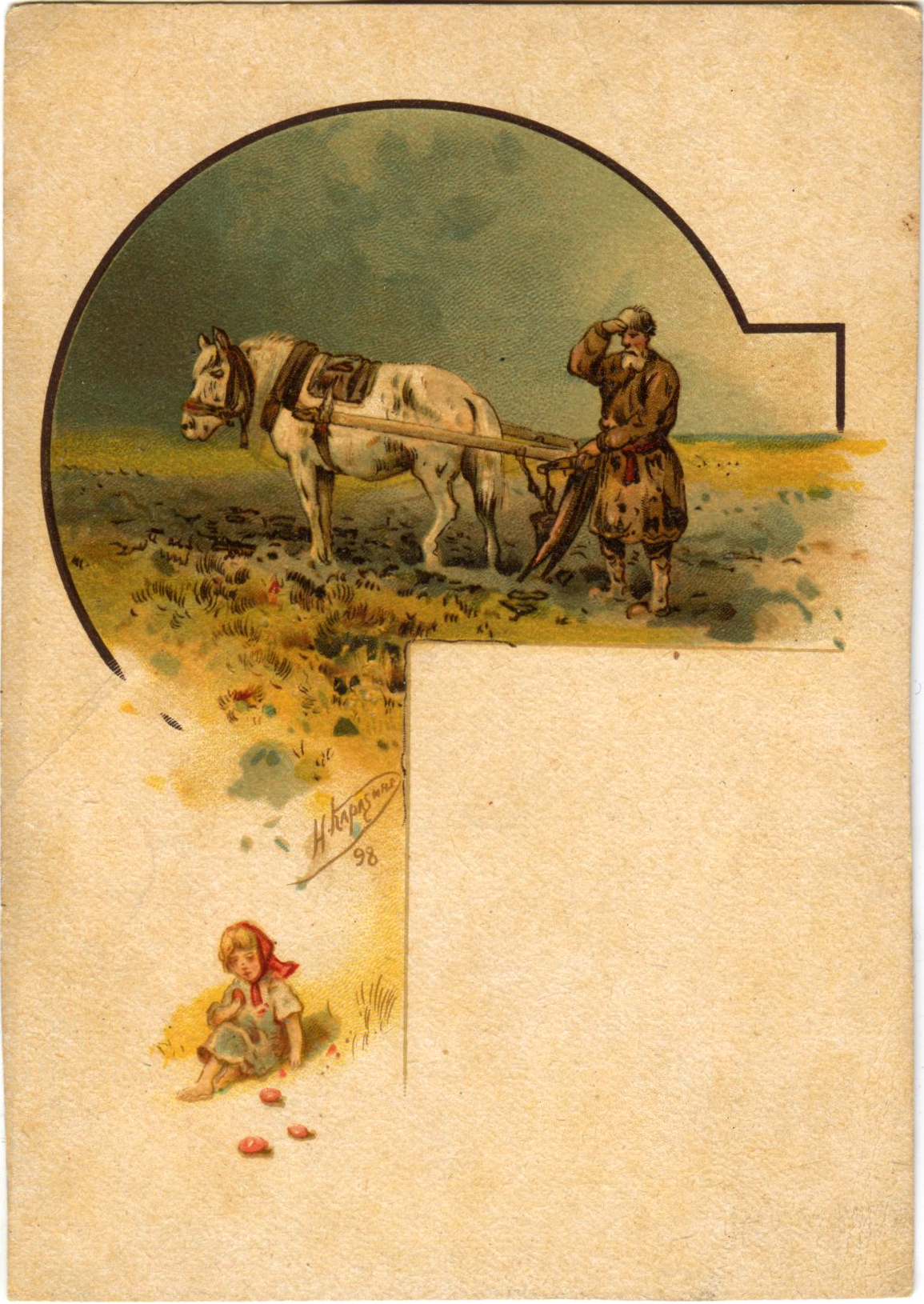
Le Laboureur, carte postale de 1898